# Kassimov
Kassimov (en russe : Касимов ; en tatar : Касим) est une ville de l'oblast de Riazan, en Russie, et le centre administratif du raïon de Kassimov. Historiquement, elle est aussi connue sous les noms de Xankirmän, Gorodets Meschorsky, ou Novy Nizovoï. Sa population s'élevait à 32 426 habitants en 2013.

## Géographie
Kassimov est bâtie sur la rive gauche de l'Oka, un affluent de la Volga, qui est large de 350 m. Elle se trouve à 113 km au nord-est de Riazan et à 256 km au sud-est de Moscou.

## Histoire
La première implantation humaine dans cette région fut l'œuvre de la tribu finno-ougrienne de Mechtchera, laquelle sera plus tard assimilée par les populations russes et tatares.
La ville fut fondée en 1152 par Iouri Dolgorouki, dirigeant de la principauté de Vladimir-Souzdal. Elle s'appela d'abord Grodets, puis Gorodets Mechtchiorski (en russe : Городец Мещёрский).
En 1376, la ville fut détruite par les envahisseurs mongols, mais fut vite reconstruite sous le nom de Novy Nizovoï (Новый Низовой en russe).
Après la bataille de Souzdal en 1445, au cours de laquelle fut fait prisonnier Vassili II l'Aveugle, grand-prince de Vladimir et de Moscou, les terres Meschiora furent cédées à Oluğ Möxämmät, le khan de Kazan, en guise de rançon pour la vie du prince.
En 1452, le fils du khan, Qasím, rendit visite à Vassili II pour percevoir le tribut au nom de son père. Le prince lui offrit la ville de Novy Nizovoï afin de le faire passer à son service. Mais selon d'autres sources, Qasím et son frère Yosıf se seraient enfuis de Kazan après l'échec de leur tentative de prise de pouvoir à l'encontre de leur frère Mäxmüd, et auraient trouvé refuge dans cette ville.

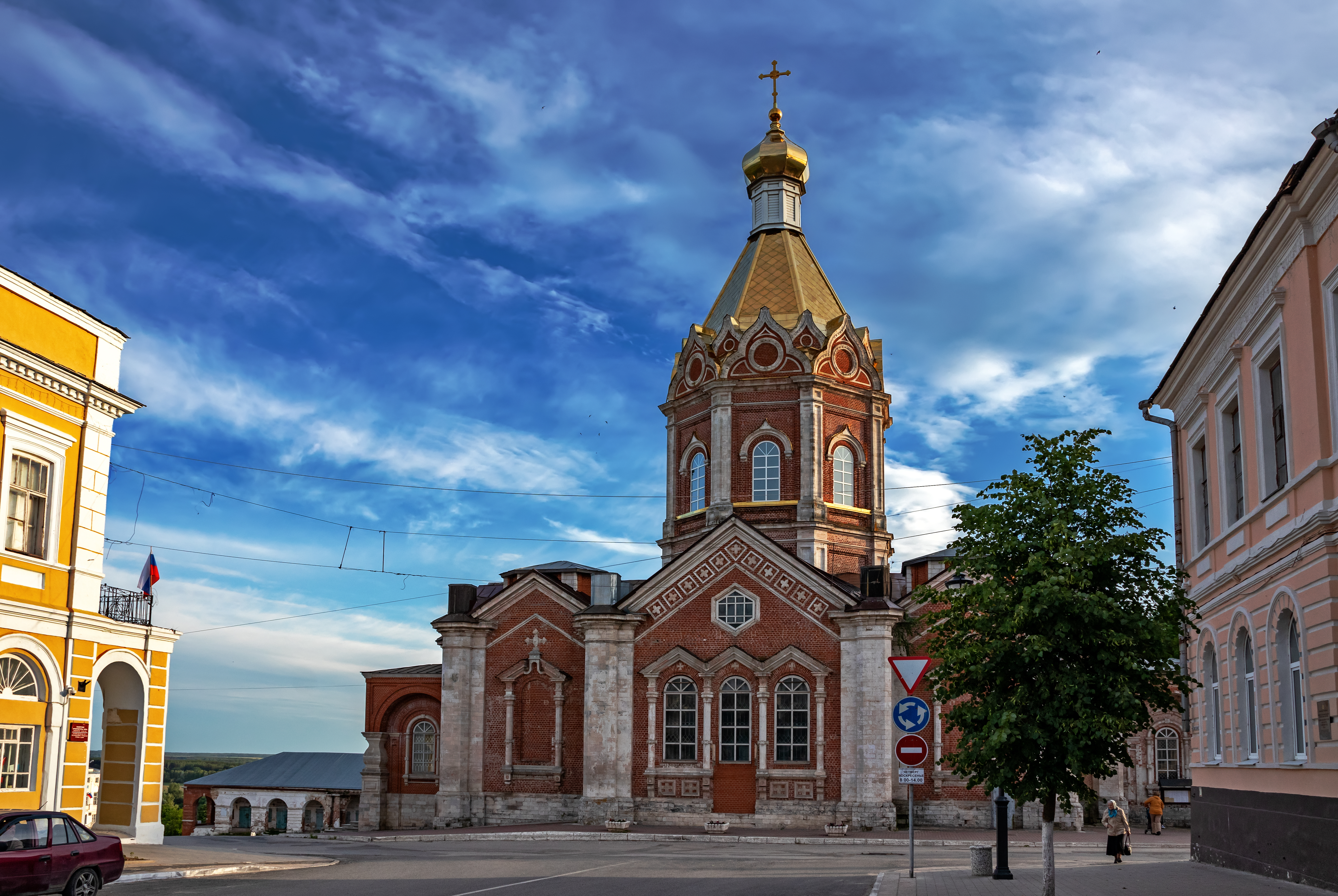
Une cathédrale de Kassimov.

De ce fait, cette dernière prend le nom de Qasím pour les Tatars à partir de 1471. Elle fut la capitale du Khanat de Qasim jusqu'en 1681, date à laquelle la terre fut reprise par les Russes et gérée en commun avec les Tatars.
Au XVIIe siècle, les autorités russes divisèrent la ville en trois parties :
- La vieille ville (en russe : Старый Посад, Stary Possad ; et İske Bistä en tatar), dirigée par le khan de Qasim et la noblesse tatare.
- La ville de Yamskoy (en russe : Ямская слобода, Iamskaïa sloboda, habitée par des serfs russes et sous l'autorité de Moscou.
- La ville de Marfin (en russe : Марфина слобода, Marfina sloboda ; en tatar : Marfin Bistäse), dirigée par le gouverneur russe de Kassimov.

## Langue, religion
Les Tatars entamèrent la colonisation de la région dès qu'ils y eurent établi fermement leur domination, vers le milieu du XVe siècle. Ils forment aujourd'hui la communauté des Tatars de Qasim, et parlent un dialecte appelé Mişär (Michair), dérivé du tatar.
Le nombre d'habitants qui s'expriment en tatar est en constante régression : de 1 000 à 2 000 en 1910, ils n'étaient plus que 500 en 2000.
Depuis le XIIIe siècle, Kassimov s'est affirmé comme l'un des centres majeurs de l'Islam dans cette région. Philippe Avril rapporte dans ses Voyage en divers États d'Europe et d'Asie entrepris pour découvrir un nouveau chemin à la Chine (1693) : « Les [Tartares] ont à Cassimof, qui est une ville assez considérable par où nous passâmes, quelques Mosquées publiques où ils font les exercices de leur Religion avec autant de liberté que dans leur propre païs »".

## Population
Recensements (*) ou estimations de la population

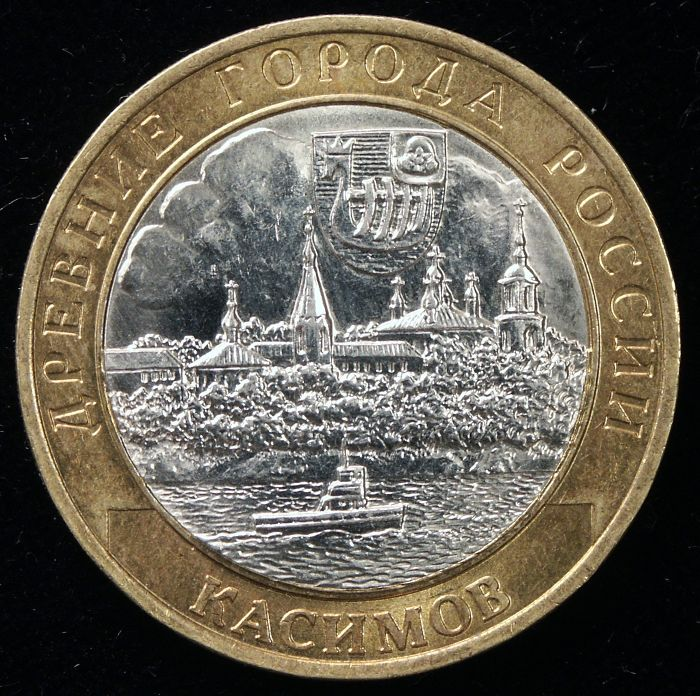
Pièce de 10 roubles datant de 2003, représentant la ville de Kasimov

| 1856  | 1897*  | 1913   | 1926*  | 1931   |
| ----- | ------ | ------ | ------ | ------ |
| 9 600 | 13 547 | 17 100 | 12 979 | 16 400 |

| 1939*  | 1959*  | 1970*  | 1979*  | 1989*  |
| ------ | ------ | ------ | ------ | ------ |
| 22 198 | 27 855 | 33 066 | 34 216 | 37 521 |

| 2002*  | 2010*  | 2012   | 2013   | 2014 |
| ------ | ------ | ------ | ------ | ---- |
| 35 816 | 33 494 | 32 860 | 32 426 | -    |

## Patrimoine
- Une mosquée en pierre, datant de 1467.
- Le mausolée du khan Şahğäli, datant de 1555.
- Le mausolée du khan Äfğan Möxämmäd, datant de 1658.